# Кисень-18
Кисень-18 (18O) — другий за розповсюдженням з-поміж трьох стабільних ізотопів кисню, 0,205±0,017 % від усього кисню. Містить 18 нуклонів: 8 протонів та 10 нейтронів. Маса становить 17.99915961286(76) а.о.м.. Разом з найважчим ізотопом водню — тритієм (3H) утворює надважку воду, найважчий різновид тритієвої води (T218O). Ця сполука має щільність майже на 30% більшу аніж звичайна вода (1H216O).
Використовується в медицині для вироблення флуору-18, який наряду з киснем-15 застосовується в позитронно-емісійної томографії (PET-візуалізація). Співвідношення кисню-18 та кисню-16 є важливим індикатором температурних коливань для палеокліматології.

## Співвідношення ізотопів

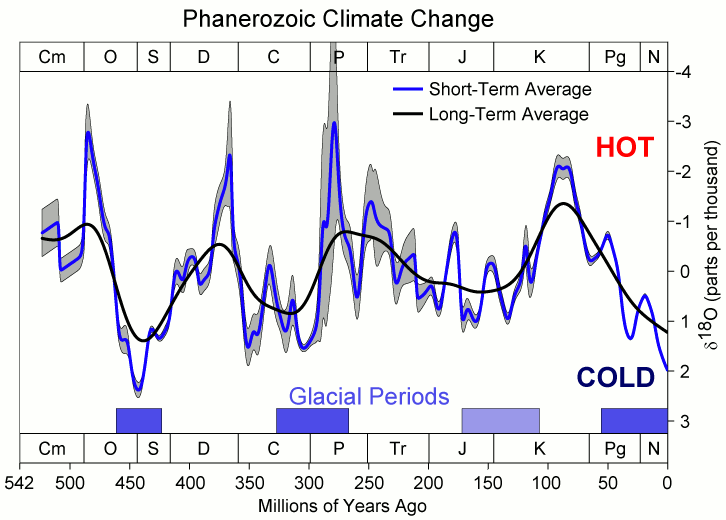
Зміна значення δ^{18}O, впродовж фанерозою та кліматичні коливання.

Кисень-18 приблизно на 12.5% важчий за найрозповсюдженіший ізотоп кисень-16. Внаслідок цього є певна різниця в швидкості протікання як хімічних реакцій так і в змінах агрегатного стану (мас-залежне фракціонування). Наприклад 18O в холодних кліматичних умовах гірше випаровується в порівнянні з 16O, в теплих — майже однаково. Завдяки цьому співвідношенні часток можна аналізувати температурні коливання клімату, що широко використовується в науках про Землю, зокрема в палеокліматології. 
Частка 18O серед усього кисню вкрай незначна (0,205±0,017 %), у порівнянні з 16O (99,757±0,016 %), тому при аналізі зразку співвідношення R=+18O/16O порівнюють з таким же співвідношенням R стандартного зразку (наприклад Віденський стандарт середньої океанічної води). Підсумково використовують значення δ=+R(зразок)/R(стандарт)-1.

## Дивись також
- Ізотопи Оксигену
- Палеокліматологія
- Ефект Доула